# Contra: Legacy of War
Contra: Legacy of War — видеоигра в жанре трехмерного экшена, разработанная студией Appaloosa Interactive и изданная компанией Konami в 1996 году для PlayStation и Sega Saturn (только для США). Игра поставлялась с парой 3D анаглифных очков, так как игра поддерживала режим 3D. Игра является первой в серии игр Contra с полноценной трёхмерной графикой. Игра вышла только на территории США и Европы. Планировался релиз игры на территории Японии, но его отменили.

## Сюжет
Полковник Бассад, диктатор маленькой страны, купил украденный инопланетный эмбрион, для того чтобы создать целую инопланетную армию. Ходят слухи что Бассада поддерживает некое инопланетное существо, которое помогает ему вместе завоевать мир. Но об этих планах в скором времени узнаёт отряд «Hard Corps». На место действия был переброшен Рэй Пауэрд. Его компаньонами является наёмница Таша, инопланетянин Бубба, а также робот по имени CD-288. Эта компания должна помешать планам сумасшедшего Бассада и его инопланетных дружков по захвату мира.

## Геймплей
Каждый персонаж играет точно так же, за исключением типа оружия, которым они владеют, и скорости их движения. Все персонажи начинают с пулеметом и огнеметом, но оставшиеся два слота для специфики оружия. Игра ведется под изометрическим углом. Поскольку игра происходит в трех измерениях, враги наступают со всех сторон. Прыжки были немного изменены, так как персонажи больше не делают плотно свернутые кувырки (функция в каждой предыдущей игре, начиная с аркадной версии оригинальной Контры). Прогресс игрока может быть сохранен на карту памяти.

## Разработка
Игра была впервые представлена на выставке Electronic Entertainment Expo 1996, во время которой Konami раздала 3-D очки участникам, чтобы они могли увидеть эффект 3-D. Это несколько обернулось против, поскольку журналисты, присутствовавшие на шоу, сообщили, что функция 3-D была «трюком» и не улучшала визуальные эффекты игры. Когда игра была завершена на 80 %, Electronic Gaming Monthly сообщила, что Рэнди Северин, старший менеджер по продуктам Konami, был недоволен нынешним состоянием игры, считая, что некоторые уровни были слишком яркими и красочными, а некоторые из боссов недостаточно угрожающими. В следующем месяце они получили почти полную версию, которая включала многочисленные корректировки цветовой палитры, скорости, вражеского ИИ и графики. Как и большинство 32-битных экшн-игр, Contra: Legacy of War использует среды, построенные из полигонов с отображением текстуры.